# ブラウンソン (DD-518)
ブラウンソン (USS Brownson, DD-518) は、アメリカ海軍の駆逐艦。フレッチャー級駆逐艦の一隻。艦名はウィラード・H・ブラウンソン少将に因む。「ブラウンソン」はフレッチャー級の中で「スクエア・ブリッジ」と呼ばれる大型化した艦橋を持って建造された最初の艦であった。同艦橋を持つ艦は「ラウンド・ブリッジ」あるいは「ハイ・ブリッジ」を持つ初期の艦よりも良好な視界を得ることとなった。

## 艦歴
「ブラウンソン」は1942年2月15日にニューヨーク州スタテンアイランドのベスレヘム・スチール社で起工。1942年9月24日にクレランド・S・バクスター夫人（ブラウンソン提督の孫娘）によって命名、進水し、1943年2月3日に艦長J・B・マーヘル少佐の指揮下就役した。
「ブラウンソン」は大西洋と太平洋の両方で活動した。就役から1943年6月11日まで本国の北東海岸沿いに活動し、北大西洋での船団護衛および対潜哨戒に当たった。1943年5月12日から31日までは北アフリカを訪れている。
1943年6月18日に「ブラウンソン」はパナマ運河を通過し、28日にカリフォルニアに到着した。カリフォルニア州沿岸で短期間活動し、7月にはアラスカに向けて出航した。アラスカに到着すると、1943年11月29日まで哨戒および船団護衛を行う。その後真珠湾を経由して南西太平洋に向かい、ビスマルク諸島での戦いを支援し、日本軍を圧倒した。
1943年12月26日の14:42、「ブラウンソン」はニューブリテン島のグロスター岬への上陸支援中に日本軍の急降下爆撃機による2発の爆弾を受ける。爆弾は中心線の右舷、2番煙突付近に命中した。すさまじい爆発が起こり、主甲板上の全構造物が吹き飛んだ。艦は右舷に10度から15度傾斜し、艦中央部が急速に沈み込み艦首と艦尾が上方を向いた。負傷者は救命筏に乗せられ、14:50に艦の放棄が命じられた。そのとき、艦中央部は完全に水没していた。爆雷が爆発した様な波が立ち、艦は14:59に沈没した。ブラウンソンの乗組員の内108名が失われた。残る乗組員は「ダリー (USS Daly, DD-519)」と「ラムソン (USS Lamson, DD-367)」によって救助された。沈没位置は南緯5度20分、東経148度25分。この日、日本軍は海軍がラバウルから零戦55機と艦爆25機が、陸軍がウェワクから重爆7機と戦闘機32機で艦船攻撃を行っている。
「ブラウンソン」は第二次世界大戦の戦功で1個の従軍星章を受章した。